# 湯殿山麓呪い村
『湯殿山麓呪い村』（ゆどのさんろくのろいむら）は山村正夫の推理小説。またそれを原作とした日本の伝奇ミステリー・サスペンス映画。角川春樹事務所の制作、東映セントラルフィルムの配給により、1984年に公開された。同時上映は井筒和幸監督の『晴れ、ときどき殺人』。

## 概要
1980年に角川書店から単行本発売された伝奇本格推理小説。同年、角川小説賞を受賞している。その後1983年にカドカワノベルズ、1984年に角川文庫で上下巻が発売。1994年にケイブンシャ文庫（全一巻）、1997年には角川文庫から〈名作リバイバルコレクション〉のラインナップにて、新装復刊版が上下巻で発売されている。
また、探偵・滝連太郎を主人公とする伝奇ミステリシリーズ第一作でもある。

## 映画

### 概要 (映画)
大学講師で考古学者の滝連太郎（永島敏行）が、湯殿山麓に眠る幽海上人の即身仏（ミイラ）の謎を解明すべく調査を開始すると、しだいに次々と奇怪な連続殺人が起こり、事件に巻き込まれてしまう。角川春樹製作総指揮。作品の舞台となったのは山形県鶴岡市に現存する湯殿山麓である。

### スタッフ
- 監督：池田敏春
- 制作総指揮：角川春樹
- 制作：紫垣達郎、伊藤亮爾、黒澤満
- 原作：山村正夫
- 脚本：荒井晴彦、佐伯俊道
- 撮影：山崎善弘
- 美術：小川富美夫
- 編集：井上治
- 音楽：林光
- 録音：橋本文雄
- 照明：加藤松作
- 記録：中島俊雄
- 助監督：渡辺容大、細野辰興、猪腰弘之
- 監督補：森安建雄

### キャスト
- 滝連太郎：永島敏行
- 淡路剛造：織本順吉
- 淡路謡子：岩崎加根子
- 淡路慶子：永島暎子
- 淡路能理子：仙道敦子
- 相良道海：青木義朗
- 相良信也：田中義尚
- 伏原欣作：榎木兵衛
- 津島武：野上博司
- 西川三保：中川梨絵
- 大曽根達也：三谷昇
- 市井：松山照夫
- 村瀬了海：辻萬長
- 柳沢英輔：仲谷昇
- 滝美貴：田島令子